# H5P
H5P es un marco de trabajo colaborativo de contenidos libre y de fuente abierta basado en Javascript. H5P es una abreviatura para Paquete HTML5, cuyo objetivo es facilitar la creación, participación y reutilización  de contenidos interactivos en HTML 5. Permite crear imágenes, presentaciones, líneas de tiempo, escenarios y videos interactivos, tour virtual, test de personalidad, trivas, cuestionarios, etc. que han sido desarrollados y compartidos utilizando H5P en H5p.org.
H5P está siendo utilizado por 17 000+ sitios web. En junio de 2018 el equipo de núcleo anunció que H5P se mantendrá financieramente por la Fundación de Mozilla dentro del programa de MUSGO.
El marco consta de una web básica de editor de contenido, un sitio de web para compartir tipos de contenido, plugins para utilizarse en sistemas de administración del contenido y un formato de archivo para el agrupamiento de recursos HTML5.
El editor web básico es por defecto capaz de añadir y reemplazar archivos multimedia y contenido textual en todas las clases de contenidos y aplicaciones. Además un tipo de contenido puede proporcionar widgets personalizados para el editor habilitando capacidades y experiencias de edición incluyendo un editor de tipo  wysiwyg.
H5p.org es el sitio web comunitario donde H5P bibliotecas, aplicaciones y tipos de contenido pueden ser compartidos. H5P aplicaciones y tipos de contenido trabajan la misma manera en todo los sitios web compatibles con H5P.
Está integrado a diferentes plataformas vía LTI como Moodle, Blackboard, Canvas, Brightspace y posee plugins para Drupal, Wordpress, y Moodle, siendo el más utilizado en este espacio en los últimos 12 meses.
Las integraciones de plataforma incluyen el genéricos H5P código así como implementaciones de interfaz y plataforma el código concreto necesitaron integrar H5P con las plataformas. H5P ha sido diseñado para tener un mínimo de código propio de plataforma y un mínimo de código backend. La mayoría del código es Javascript. El objetivo es hacer fácil la integración de H5P con plataformas nuevas.
El formato de archivo consta de un metadata archivo en formato  JSON, un número de archivos de bibliotecas para proporcionar características y diseño para el contenido y una carpeta de contenido donde el contenido textual está almacenado en formato JSON y el multimedia está almacenado como archivos o enlaces a archivos en sitios externos.

## Soporte
En el sitio web oficial se brinda soporte primario para H5P y un espacio para poder probarlo en línea. También hay manuales, un repositorio de información y documentación, ejemplos y foros.